# Sergei Tchoban
Sergei Tchoban (Leningrado, 9 ottobre 1962) è un architetto russo naturalizzato tedesco.

## Biografia
Sergei Tchoban (nato il 9 ottobre 1962 a Leningrado, Unione Sovietica) è un architetto russo naturalizzato tedesco. La sua attività si svolge tra l'Europa. Membro dell'Unione degli architetti tedeschi (Bund Deutscher Architekten - BDA).

### Biografia
Il padre, Enver Tchoban, fisico teorico, professore, ha insegnato al Politecnico; la madre, Irina Tchoban, ha lavorato presso la medesima Università come ingegnere delle turbine; il nonno, Solomon Kantor, ha anche lui insegnato come professore presso il Politecnico. Negli anni dal 1973 al 1980 Sergei Tchoban ha svolto gli studi presso la scuola superiore di belle arti B.Ioganson, nel periodo 1980—1986 ha frequentato la facoltà di architettura dell'Università di pittura, scultura ed architettura I.Repin di San Pietroburgo (presso lo studio dei professori S.Speranskij e V.Volonsevich). A partire dal 1986 ha lavorato presso lo studio di architettura di V.Fabritskij, e dal 1989 ha iniziato la propria carriera autonomamente a Leningrado.
Nel 1991 si trasferisce in Germania, dove dal 1992 lavora nello studio amburghese di architettura Nietz, Pratsch, Sigl Architekten. Nel 1995 diventa il co-partner dello studio che prende il nome nps tchoban voss, e diventa il capo dell'ufficio berlinese. Dai progetti di Sergei Tchoban sono stati realizzati a Berlino la sala cinema “Cubix”, il complesso edilizio “DomAquaree”, il Centro culturale ebraico e la sinagoga Chabad Lubavitch a Munsterstrasse, l'hotel nhow, il complesso Mall of Berlin. Nel 2009 inaugura la Fondazione del disegno di architettura Tchoban Foundation Museum for Architectural Drawing.

## Principali edifici e progetti

### Germania
Dai progetti di Tchoban sono stati realizzati complessi residenziali, complessi d'uffici e complessi ad uso misto a Berlino e in altre città tedesche. Molti dei progetti di questi edifici sono stati insigniti di riconoscimenti professionali e sono inclusi nelle guide architettoniche.

#### Berlino
- 1999 — galleria Arndt.
- 2001 — sala cinema Cubix, Alexanderplatz.
- 2004 — complesso residenziale DomAquarée.
- 2006 — ricostruzione del monumento di architettura del ‘900 Berolinahaus, Alexanderplatz.
- 2007 — Сentro culturale ebraico e sinagoga Chabad Lubavitch a Münsterschen Straße.
- 2010 — complesso polifunzionale Hamburger Hof.
- 2011 — hotel nhow.
- 2013 — sede della società Coca-Cola.
- 2013 — Museo del disegno di architettura.
- 2014 — complesso polifunzionale Mall of Berlin in Piazza Leipzig Leipziger Platz.
- 2015 — complesso residenziale Living Levels nel Porto Orientale.

#### Altre città tedesche
- 1997 — «Torre Java», Amburgo.
- 2006 — sede della società C&A, Düsseldorf.
- 2008 — complesso polifunzionale a Kaiserstrasse, Karlsruhe.
- 2009 — sede della società e-plus, Düsseldorf.
- 2010 — hotel Meininger, Francoforte sul Meno.
- 2014 — complesso residenziale Speicherstadt Potsdam, Potsdam.

### Progetti internazionali
- 2003 – Si aggiudica il concorso per la progettazione del complesso «Federazione», come parte di MIBC (Moscow International Business Center) «Moscow City», progettato insieme con il professor Peter Schweger, noto ingegnere tedesco. Al momento attuale la torre «Occidente» è completata, la Torre «Oriente» è in costruzione.

Premi e riconoscimenti
Edifici e complessi, costruiti con i progetti di Sergei Tchoban, sia in Germania, sia in Russia, sono stati insigniti di un gran numero di premi professionali, nazionali e internazionali.
- Nel 1999 il complesso residenziale «Trabrennbahn Farmsen» (Amburgo) ha ottenuto il premio urbanistico Walter Hesselbach.
- Nel 2003 l'edificio della sala cinema «Cubix» (Berlino) ha ricevuto il premio dell'Associazione dei designers tedeschi degli interni (BDIA).
- Nel 2005 il complesso «DomAquaree» ha ricevuto il premio speciale della giuria del concorso «German Natural Stone Prize».
- Nel 2008 La «Casa al mare», costruita a San Pietroburgo, ha ricevuto il Diploma d'oro nella categoria «Costruzione» del XIX Festival internazionale di architettura e design «Zodchestvo».
- Nel 2009 l'interno del Centro culturale ebraico e della sinagoga Chabad Lubavitch a Berlino è stato insignito del premio «ArchiP» per il migliore interno pubblico nella categoria «Tradizione».
- Nel 2009 «La Casa Benois», costruita a San Pietroburgo, ha vinto il Best Building Awards a seguito della votazione pubblica aperta «Casa dell'anno: scelta dal popolo».
- Nel 2009 il complesso «Federazione» (Mosca) ha ottenuto il primo posto nella categoria «Edificio d'uffici» del «FIABCI Prix d'Excellence Awards».
- Nel 2010 l'edificio del Centro culturale ebraico e della sinagoga Chabad Lubavitch (Berlino, Germania) ha vinto il concorso «The International Architecture Award 2010».
- Nel 2011 Sergei Tchoban è stato insignito della medaglia Ivan Bazhenov dall'Unione degli architetti della Russia «Per l'alta maestria in architettura».
- Nel 2011 il complesso d'uffici sul Leninsky Prospekt a Mosca ha conseguito la vittoria nella categoria «Casa dell'anno: scelta del popolo»
- Nel 2011 il complesso d'affari polifunzionale della sede della «Banca San Pietroburgo» è stato insignito del diploma d'oro del primo concorso russo «Vetro in architettura».
- Nel 2011 l'edificio dell'hotel «nhow Berlin» è stato nominato come vincitore del concorso «Immobilien-Award-Berlin 2011».
- Nel 2011 l'edificio del complesso Hamburger Hof (Berlino, Germania) è risultato vincitore del concorso «The International Architecture Award 2011».
- Nel 2012 alla Mostra internazionale dell'architettura «Arch Mosca» Sergei Tchoban insieme a Sergey Kuznetsov sono stati eletti «Architetti dell'anno».
- Nel 2012 l'ufficio del «VTB Group» all'interno del complesso «Federazione» (Mosca) ha ottenuto il «Grand Prix» del concorso «Best Office Awards 2012».
- Nel 2012 il complesso d'uffici sul Leninsky Prospekt ha ricevuto lo status «5 stelle» nella categoria «Miglior edificio d'uffici» del concorso «International Property Awards 2012». Il complesso residenziale «Granatniy, 6» ha ricevuto lo status «Highly Commended» nella categoria «Case a più appartamenti» dello stesso concorso.
- Nel 2012 il progetto i-city/i-land ha ottenuto il premio speciale della giuria alla XIII Biennale di Architettura a Venezia.
- Nel 2013 il progetto i-city/i-land è stato insignito dei premi Iconic Awards 2013 e Interior Design's Best of Year Awards 2013.
- Nel 2013 l'edificio del Museo del disegno di architettura (Berlino, Germania) è stato proclamato vincitore dei premi Highly Commended Architectural Review Future Projects Awards 2013 (il progetto), Iconic Awards 2013 e AR Emerging Architecture Awards (edificio), nonché ha ricevuto lo status Highly Commended dal Festival mondiale di architettura a Singapore.
- Nel 2014 l'edificio del Museo del disegno di architettura (Berlino, Germania) ha ricevuto i premi: The International Architecture Award 2014 e DAM Award for Architecture in Germany, nonché ha ottenuto il premio speciale della giuria, i premi AIT Award 2014 e Architizer A+ Awards 2014.
- Nel 2014 Sergei Tchoban ha ottenuto il premio della giuria del 40-mo concorso internazionale del disegno di architettura KRob (США) e il premio speciale della giuria della American Society of Architectural Illustrators (ASAI).
- Nel 2015 Sergei Tchoban è risultato vincitore del 30-mo concorso internazionale del disegno di architettura «Аrchitecture in Perspective» della American Society of Architectural Illustrators (ASAI), ottenendo l'Award of Excellence nella categoria «Disegno dal vero» e il premio Informal Category Award per il miglior schizzo di fantasia.
- Nel 2015 l'edificio del Museo del disegno di architettura (Berlino, Germania) ha ricevuto il terzo premio del German Annual award GEPLANT + AUSGEFÜHRT per la migliore interazione tra architetti e costruttori nel corso della realizzazione del progetto. http://www.dbz.de/artikel/dbz_Beispielhafte_Zusammenarbeit_Wettbewerb_GEPLANT_AUSGEFueHRT_2015_2299784.html

 Esposizioni 
Sergei Tchoban ha preso parte come autore, curatore e partecipante a un gran numero di mostre artistiche e architettoniche tenute in Russia e all'estero.
- 1996 - galleria AEDES, Berlino — «Torre Java».
- 1999 - galleria AEDES, Berlino — «Cinque mondi disegnati».
- 2001 - galleria dell'Istituto delle relazioni internazionali di Germania (IFA) – «Archivio dei disegni di Mosca». Presentata a Berlino, Bonn e Stoccarda.
- 2003 - Museo statale dell'architettura Shchusev, Mosca — «Archeologia di Mosca da S. Tchoban»
- 2005 - galleria AEDES, Berlino — «Sergei Tchoban. Berlino-Mosca. Nuovi progetti»
- 2005 - Museo statale dell'architettura Shchusev, Mosca — «Peter Schweger. Sergei Tchoban. Torre «Federazione»
- 2007 - Museo dell'Accademia di pittura, San Pietroburgo — «Peter Schweger. Sergei Tchoban. Architettura per la città»
- 2007 - Galleria architettonica di Berlino (Architektur Galerie Berlin), Berlino — «Sospensione di San Pietroburgo».
- 2008 - XI Biennale di architettura a Venezia— partecipante dell'esposizione «ArChess» del Padiglione Russo
- 2008 - Museo Hellerau, Dresda — «Disegno, progetto, edificio».
- 2009 - galleria Antonia Jannone, Disegni di Architettura Milano — «Acqua. Disegni di Sergei Tchoban».
- 2009 - galleria AEDES, Berlino — «La nuova vita della Sretenka. Rinnovamento del quartiere storico».
- 2009 - galleria AEDES, Berlino — «Lungofiume d'Europa».
- 2009 - XVII Международный фестиваль «Zodchestvo — 2009», «Manezh», Mosca — «(NE)PRIKOSNOVENNIY ZAPAS» («(Non)razione d'emergenza»)
- 2010 - XII Biennale di architettura a Venezia– il progetto «Fabbrica Russia» dedicato alla rinascita della città Vishny Volochek (curatore dell'esposizione assieme a P. Khoroshilov, G. Revzin).
- 2010 - Museo tedesco di architettura (DAM), Francoforte sul Meno — «Mondi architettonici».
- 2010 - Museo Puškin delle belle arti, Mosca — «Il secolo d'oro della grafica architettonica».
- 2011 - École des Beaux-Arts, Parigi — «Alla ricerca dell'antichità».
- 2012 - Museo statale Ermitage, San Pietroburgo — «Biblioteca di architettura».
- 2012 - Esposizione INTERNI, Milano — installazione «Occhio dell'architetto» (insieme a Sergey Kuznetsov).
- 2012 - XIII Biennale di architettura a Venezia— esposizione «i-city/i-land» del Padiglione Russo (curatore dell'esposizione insieme a Grigory Revzin, со-curatori: Valeria Kashirina, Sergei Kuznetsov).
- 2013 - XVII esposizione internazionale «ARCH Mosca» — esposizione «Architetto dell'anno» (insieme a Sergey Kuznetsov).
- 2013 - esposizione INTERNI, Milano — installazione «Fiume d'oro» (insieme a Sergey Kuznetsov e al pittore italiano Marco Bravura).
- 2013 - Sir John Soane's Museum, Londra — «Northern Vision».
- 2014 - esposizione INTERNI, Milano — installazione «U_cloud» (insieme a Sergey Kuznetsov e Agniya Sterligova).
- 2014 - Galleria Tretiakov, Mosca — «Solo Italia!».
- 2014 - Museo statale di architettura Shchusev, Mosca — «Fucina della grande architettura» (curatore dell'esposizione).
- 2015 - Museo ebraico e Centro di tolleranza, Mosca — «Perdendo la faccia», Jan Vanriet (autore dell'esposizione, insieme all'architetto Agniya Sterligova).
- 2015 - Milano — padiglione della Russia all'Esposizione Universale EXPO-2015.
- 2015 - esposizione INTERNI, Milano — installazione «Living line» (insieme a Sergey Kuznetsov e Agniya Sterligova).